# Alberto Cortés Calderón
Alberto Cortés Calderón (Ciutat de Mèxic, 27 d'abril de 1952) és un director de cinema mexicà.

## Biografia
Va estudiar al Colegio Madrid, a la Secundaria 17 i etnologia en la Escuela Nacional de Antropología e Historia (ENAH). El 1973 va ingresssar al Centro Universitario de Estudios Cinematográficos (CUEC). El seu primer curtmetratge va ser Una película para Judith i la seva tesi de titulació fou El servicio, de 1977, una ficció basada en un relat de Witold Gombrowicz. El 1982 va ingressar a l'Instituto Nacional Indigenista, on va realitzar el documental La tierra de los tepehuas en 1982 així com una sèrie de programes de vídeo sobre els pobles indígenes de Mèxic. La seva òpera prima va ser Amor a la vuelta de la esquina, de 1986, amb la qual va obtenir Gabriela Roel el Ariel a Millor Actriu i la Diosa de Plata per Millor Òpera Prima en 1987. El 1990 va filmar Ciudad de ciegos, on actuaren músics com Saúl Hernández, Rita Guerrero i Sax de Maldita Vecindad y los Hijos del Quinto Patio. El guió va ser obra de Hermann Bellinghausen amb la participació d'escriptors i escriptores com José Agustín, Paz Alicia Garciadiego i Silvia Tomasa Rivera. En 1996 va dirigir Violeta, una coproducció Mèxic-Cuba i per a la qual va obtenir la beca de la Fundació Rockefeller-McArthur. En 2008 va dirigir Corazón del tiempo, un llargmetratge de ficció situat al caracol zapatista de La Realidad, Chiapas, que va ser coproduït amb l'Exèrcit Zapatista d'Alliberament Nacional i el director va escriure el guió en conjunt de nou amb Hermann Bellinghausen.

## Obra
| Any  | Pel·lícula                      | Director | Productor        | Guionista |
| ---- | ------------------------------- | -------- | ---------------- | --------- |
| 1986 | Amor a la vuelta de la esquina  | Sí       | Sí               | Sí        |
| 1990 | Ciudad de ciegos                | Sí       | Sí (coguionista) | Sí        |
| 1996 | Violeta                         | Sí       | No               | No        |
| 2008 | Corazón del tiempo              | Sí       | Sí               | Sí        |
| 2016 | El maíz en los tiempo de guerra |          |                  |           |